# 業界標準
業界標準（de facto standard）也稱為世俗標準、實質標準或非官方標準，是一種已經獲得大眾接受，或是已有市場主導地位（例如先行者優勢）的習慣或是風俗。是拉丁文的「事實上」，意即「雖法律或官方沒有明定規範」，但實際上大眾早已約定成俗的進行。而de jure之意與其相反，具法律或官方所制定的「強制性標準（de jure standards）」。
但若在同一個場合「可以適用多種標準」時，會用業界標準表示多數願意遵照的標準，在社会科学中，事俗標準具自發性，為典型協調賽局的解答；事俗標準的選擇一般會趨向讓所有人都可以理解共同利益的方向，因此會產生互相一致的決策。相反的，強制的de jure standard是囚徒困境下的一種解。

## 舉例
以下是一些de facto標準及de jure標準的例子：
- 因著使用習慣而形成的：
  - 特定國家的道路通行方向是由使用者或是產業的偏好，之後形成地方的傳統，最後訂定成道路交通法。
  - QWERTY鍵盤系統是早期打字机（及後來电脑键盘）按鍵擺放方式的系統之一。一開始發展的目的是避免早期或是後期的機械式打字機因為打字速度太快，連續按到相鄰的字，字和字之間會卡住。此系統用在最受歡迎的早期打字機上，之後就成為業界標準，現在甚至一些沒有機械可動零件的輸入裝置（例如觸控式螢幕）也使用QWERTY鍵盤系統。
  - MP3音樂格式最早只是在網路傳遞音樂時，WAV檔之外的一種格式，不過後來代替了WAV檔，非常大部份的音樂播放器、可攜式媒體播放器、媒體伺服器及非商業性媒體都支援MP3。而WAV和MP3也是de jure ISO標準。

- 因著特殊性以及效率而形成的de facto標準：
  - HTML（電腦檔案格式）一開始是de facto（1993年至1995年），後來就是de jure標準（1995年以後）。
  - PDF（電腦檔案格式）最早由Adobe在1993年訂定。Adobe內部標準是其软件质量系統中的一部份，不過沒有發佈，也沒有標準組織統整。隨著Adobe Acrobat可以免費取得，而且一直支援此一格式，最後PDF格式成為可列印檔案的de facto標準。2005年時，PDF/A成為De jure標準，也就是ISO 19005-1:2005.[2]。Adobe的PDF 1.7在2008年成為ISO 32000-1:2008.[3][4]。

以下是一些長期是de facto標準，還不是de jure標準的檔案格式：
- AutoCAD DXF：在1980年代及1990年代要從计算机辅助设计軟體中匯入或匯出繪圖的de facto ASCII格式。自2000年代起，de facto標準已改用以XML為基礎的標準。
- 微软的Word DOC：是最廣為人知的業界標準之一，由於WORD在文字处理器的主導地位，所有想要和WORD競爭的軟體都會支援DOC格式，一般會用逆向工程來處理這個沒有文件標準的檔案格式。微软也常在不同版本的WORD格案格式中刻意的進行調整，以滿足其需要，不過許多不同版本的DOC格式仍都稱為DOC檔。
- FITS及逗号分隔值（CSV）檔案格式，常用在科學及工程上，而FITS以往是用在天文學。
- TeX排版系統，一般是用在撰寫科學文章或是發表論文（事實上有許多期刊要求論文要完全用TeX撰寫）。

其他的例子：
- 大部份美製火花塞會需要用13⁄16吋的六角套筒扳手（21mm）拆下或是安裝。
- 腳踏車鏈條（英语：bicycle chain）的滾子間距為1⁄2-英寸（13-）。
- IBM PC，於問世後一年的1982年，John Dvorak（英语：John Dvorak）描述個人電腦快速發展，變成「事實標準的微電腦」[5]。配合MS-DOS及Microsoft Windows操作系统的使用，佔下了大部份的個人電腦的市場。由於IBM PC對個人電腦市場的影響（英语：influence of the IBM PC on the personal computer market）非常的大，像Rainbow 100（英语：Rainbow 100）等競爭機種後來已經退出市場。
- 像是PHP的解譯式程式語言，有多種實現方式，多半也會存在業界標準。以PHP為例，其業界標準是php.net上的二進位碼，而不是Phalanger（英语：Phalanger (compiler)）編譯器的實現。
- 在資料科學及其他科學（計算機科學除外）領域中用的R语言及Python，其中需要資料的自動化分析，而系統不要太難，讓非軟體專業者也可以處理。

許多的連接器及互連標準，雖然已經正式標準化，但沒有法律或是法定標準要求產品一定要使用這些連接器。例如
- TRS端子（3.5mm接頭）、RCA端子及XLR端子，常用在音響產業上，連接音響設備、耳機、混音器、麥克風（大部份是用幻想供电，供應48V的電源），舞台燈光等。
- MIDI連接（用所謂的DIN connector），連接樂器、合成器、鼓機、音序器以及一些音響設備的電氣標準及通訊協定標準，也包括接線上的菊花鏈拓撲。
- DMX512（英语：DMX512）（有時只寫DMX）配合XLR端子進行舞台燈、場所燈、效果、煙霧機、雷射投影及煙火的控制（也可能供電）。
- PCI Express的電子介面、機構介面以及互連協定，用在個人電腦、桌上型電腦、筆記電腦、伺服器及工業應用。
- GPIB也稱為IEEE-488，電子測試設備中常看到的多設備的總線通訊、電子介面以及機械介面。GPIB會用在像是數位万用表、示波器等。此協定最早是由惠普所訂定的，稱為HP-IP，多半會配合SCPI協定使用。
- 影像上用的HDMI、Display Port、VGA。低頻寬串列應用使用的RS-232。
- 電腦高速串列通訊以及為低耗電外部設備（例如手機、耳機、行動硬碟）供電用的USB，一般會用micro USB接頭。
- 低電壓及低電流量測用的香蕉形連接器。
- 中頻段電子工程測試用的BNC连接器（常用在信號產生器、示波器、進階的電表、LCR電表、網路分析儀（英语：Network analyzer (electrical)）），有時也用在類比或數位的影像信號。
- AMP的 AMP MATE-N-LOK / Molex（英语：Molex connector）的標準.093" 電源接頭及插座，一般是用在硬碟上，或是電腦、伺服器、工業應用上，需要5V及12V電源，中等電源需求的應用，是這些應用的標準電源接頭，而且市面上可以買到電源供應器。在嵌入式系統的應用中常改為較小的方形接頭，比較容易插拔。
- 許多電子元件的腳距為2.54mm（0.1英吋），包括DIP、SIP（單邊插腳封裝）包裝、接頭連接器（英语：header connector）等。標準腳距有助於這些IC在雛形機上的應用，也可以用標準化的IC座。
- 感測器、傳感器、放大器、傳輸線、控制及量測設備上用的4-20mA電流環標準。
- 3.5吋及2.5吋（實際尺寸不同）的標準硬碟機尺寸。
- 電信、伺服器、儲存、音響、音樂、視訊及電源設備用的19吋機櫃標準。
- ATX規格主機板、背板及電源標準（不過ATX的設計是要減少標準數量，當時是由最大的 PC 硬體及元件廠所推動）
- 許多連接器及線材，例如有關基板及設備之間連接的標準柔性扁平排線，乙太網及其他應用使用的水晶头（目前已取代另一個de facto標準，RS-232連接器）。相機、攝影機、手機等行動裝置中儲存用的SD卡或microSD卡。AA電池等。

材料或是包裝的單位：
- 電子上用的銲料，例如Sn60Pb40。
- 鋁合金，最常見的是6061铝合金。
- 一般販售的日用品，其體積、重量或數量會有一定的單位，例如歐洲的牛奶是以一公升販售，而蛋是六個六個販售。
- 長度48英尺的集装箱。
- 在台灣，土地及建築物面積的官方公文及產權登記使用「平方公尺」，但民間仍普遍以坪（3.3平方公尺）做為單位。

## 標準爭奪戰
由市場力量及競爭，出現了許多和業界標準争奪戰：
- 交流電勝過了直流電，成為一般供電的基準：細節可參考电流战争。
- VHS勝過了Betamax，成為錄影帶的標準規格。當VHS系統導入時，市場上其實已經有數種錄影帶的格式。不論Betamax在技術觀點上是否比VHS要好，VHS在標準戰爭勝出的關鍵是推動公司的行銷策略。由於該市場無法維持兩種互相競爭的標準，最後VHS成為業界標準，Betamax被淘汰。
- 藍光光碟勝過HD DVD，成為高解析度光碟的標準：細節可以參考高清晰度光盘格式之战。
- 在矢量图形網頁动画上，可縮放向量圖形（SVG）勝過Adobe Flash（在2000年停止發展），成為業界標準。

以下則是正在進行的標準戰爭：
- 結構化資訊標準促進組織（OASIS）的开放文档格式（OpenDocument）（Linux和Apache OpenOffice, LibreOffice, Calligra, KOffice使用的業界標準）和Microsoft的Office Open XML標準（Microsoft Windows及Mac使用的業界標準）